# Nicolas (personaggio)
Nicolas è un personaggio immaginario dei libri per bambini intitolati Le Petit Nicolas.

## Storia
Nicolas è un bambino intorno agli 8 anni dal carattere simpatico e comico, è vivace e a volte fa arrabbiare gli adulti. Guarda il mondo con gli occhi di un bambino e si diverte molto quando è in compagnia dei suoi amici. Le loro avventure sono sempre rocambolesche e disastrose. Il suo migliore amico è Alceste, in sovrappeso perché mangia in continuazione. Un altro suo amico è Clotaire. Clotaire "è l'ultimo della classe". È un po' maldestro ma è considerato da tutti simpatico. È l'unico dei bambini che possiede una televisione. Tra i suoi compagni quello che Nicolas detesta è Agnan, il primo della classe, sempre pronto a rispondere alle domande poste dalla maestra.

## Nel cinema
Nicolas è un bambino di 8 anni molto felice, i suoi genitori lo amano e con i suoi amici si diverte molto. Un giorno sente una conversazione dei suoi genitori e pensa che la madre sia incinta, Nicolas teme che l'arrivo di un fratellino possa metterlo in ombra e addirittura che i genitori vogliano abbandonarlo nel bosco come Pollicino. Insieme ai suoi compagni di classe escogita una serie di espedienti per poter guadagnare 500 franchi ed ingaggiare un gangster che poi rapisca il fratellino. Ogni goffo piano fallisce, fino a quando Nicolas vede un suo compagno di classe col suo fratellino appena nato e cambia idea. A casa i genitori però gli spiegano che in realtà non stanno aspettando nessun bambino, ma proprio questa discussione invoglia i coniugi ad avere un altro figlio. Ma, quando nasce, si scopre che è una bambina, e Nicolas è scontento, perché tutti i suoi propositi su insegnargli/le a giocare a calcio, andare in bicicletta e così via, vanno in fumo.